# Yoidoreshirazu
〈Yoidoreshirazu〉（直译：「酩酊不知」）是日本创作歌手Kanaria的歌曲，来自Kanaria的第二张录音室专辑《Kanaria.code》（2022年）。此曲作为单曲于2022年5月6日自行发行，使用Vocaloid歌声库Megpoid English合成主要人声，音乐视频于2022年5月2日播出。
此曲在Billboard Japan的综合歌曲排行榜Japan Hot 100最高位列第37。

## 背景
2022年5月1日，Kanaria通过推特发布预告，新曲的音乐视频即将在隔日19点（JST）发布，预告图里写着两个大大的日本汉字和。

## 创作
此曲是由Kanaria创作，此曲的主要人声是使用Vocaloid歌声库Megpoid English合成，时长两分十四秒分钟，节奏每分钟115拍，人声音域在A3至E5之间。此曲的歌唱表达了陷入醉意是逃避现实和寻求安逸的方式。

## 影响
此曲在2022年年末至2023年年初拥有很高的日本社交媒体话题度，依靠其二次创作视频在YouTube上激增的播放量，以及其音乐视频和二次创作视频在Niconico动画上激增的播放、评论、收藏、点赞量，得以持续两周登顶Billboard Japan的YouTube用户生成内容话题排行榜Top User Generated Songs和Niconico动画热门Vocaloid歌曲排行榜Niconico Vocaloid Songs Top 20。

## 名单
- Kanaria——音乐
- Lam——插图
- 雷雷公社（雷雷公社）——设计

## 排行榜
| 排行榜（2022年）                                      | 最高排名 |
| ----------------------------------------------------- | -------- |
| 日本Niconico Vocaloid Song Top 20（Billboard Japan）  | 4        |
| 日本TikTok Weekly Top 20（Billboard Japan）           | 13       |
| 日本Top User Generated Songs（Billboard Japan）       | 1        |
| 排行榜（2023年）                                      | 最高排名 |
| 日本（Japan Hot 100）                                 | 37       |
| 日本Download Songs（Billboard Japan）                 | 21       |
| 日本Streaming Songs（Billboard Japan）                | 51       |
| 日本Niconico Vocaloid Songs Top 20（Billboard Japan） | 1        |
| 日本TikTok Weekly Top 20（Billboard Japan）           | 4        |
| 日本Top User Generated Songs（Billboard Japan）       | 1        |
| 日本串流（Oricon）                                    | 48       |

## 发行历史
| 地区     | 日期         | 格式            | 唱片公司 | 参考   |
| -------- | ------------ | --------------- | -------- | ------ |
| 世界各地 | 2022年5月6日 | 流媒体 數位下載 | 自发行   | [ 14 ] |